# Лесли-Мелвилл, Александр, 7-й граф Левен
Александр Лесли-Мелвилл, 7-й граф Ливен, 6-й граф Мелвилл (англ. Alexander Leslie-Melville, 7th Earl of Leven, 6th Earl of Melville; 7 ноября 1749 — 22 февраля 1820) — шотландский политик-виг и пэр.

## Биография
Родился 7 ноября 1749 года как Александр Лесли. Старший сын Дэвида Мелвилла, 6-го графа Ливена (1722—1802), и Вильгельмины Нисбет (1724—1798), дочери Уильяма Нисбета из Дирлтона.
9 июня 1802 года после смерти своего отца Александр Лесли-Мелвилл унаследовал титулы 7-го графа Левена (Пэрство Шотландии) и 7-го лорда Балгони (Пэрство Шотландии), 6-го графа Мелвилла (Пэрство Шотландии), 6-го виконта Кирколди (Пэрство Шотландии), 6-го лорда Рэйта, Монимейла и Балвири (Пэрство Шотландии) и 9-го лорда Мелвилла из Монимейла (Пэрство Шотландии) .
В 1805 году его имя было официально изменено на Александр Лесли-Мелвилл.
Контролер шотландской таможни (1786—1820) заместитель лейтенанта Файфшира (1794), подполковник милиции Файфа (1798), шотландский пэр-представитель в Палате лордов Великобритании в 1806—1807 годах.

## Семья
12 августа 1784 года он женился на Джейн Торнтон (11 февраля 1757 — 13 февраля 1818), дочери Джона Торнтона и Люси Уотсон. У супругов было пятеро сыновей и три дочери:
- Дэвид Лесли-Мелвилл, 8-й граф Левен (22 июня 1785 — 8 октября 1860), женился на Элизабет Энн Кэмпбелл, дочери сэра Арчибальда Кэмпбелла, 2-го баронета из Суккота[1]
- Джон Торнтон Лесли-Мелвилл, 9-й граф Левен (18 декабря 1786 — 16 сентября 1876), женился в первый раз на своей двоюродной сестре Гарриет Торнтон, дочери Сэмюэля Торнтона, а во второй раз на своей двоюродной сестре Софии Торнтон, дочери Генри Торнтона[1]
- Достопочтенный Уильям Генри Лесли-Мелвилл (1788—1856)[1]
- Достопочтенный преподобный Роберт Сэмюэл Лесли-Мелвилл (? — 24 октября 1826)[1]
- Достопочтенный Александр Лесли-Мелвилл (18 июня 1800 — 19 ноября 1881) женился на Шарлотте Смит, дочери Сэмюэля Смита[1]
- Леди Люси Лесли-Мелвилл (? — 23 декабря 1865) вышла замуж за Генри Смита, сына Сэмюэля Смита[1]
- Леди Джейн Элизабет Лесли-Мелвилл (? — 25 апреля 1848) вышла замуж за Фрэнсиса Пима, сына Фрэнсиса Пима
- Леди Марианна Лесли-Мелвилл (? — 22 марта 1823), вышла замуж за Абеля Смита, сына Сэмюэля Смита[1].

Лорд Левен скончался 22 февраля 1820 года в возрасте 70 лет. Ему наследовал его старший сын Дэвид Лесли-Мелвилл, 8-й граф Левен.